# Nue
Nue (рус. Обнаженная) — пятый студийный альбом Лары Фабиан, вышедший в 2001 году, первый французский релиз певицы за четыре года со времени Pure.

## Об альбоме
Ко времени записи диска общий тираж предыдущих альбомов певицы составил 8 миллионов копий, распроданных по всему миру. Большинство песен написаны в соавторстве с неизменным соавтором Лары и её продюсером — Риком Аллисоном.
Процесс записи диска и четыре клипа на песни альбома легли в основу фильма Intime, концертная программа Nue вышла на первом официальном DVD певицы Lara Fabian Live 2002.

## Список композиций
| #   | Название                         | Авторы                                                                 | Длительность |
| --- | -------------------------------- | ---------------------------------------------------------------------- | ------------ |
| 1.  | «J’y Crois Encore»               | Lara Fabian, Rick Allison                                              | 03:29        |
| 2.  | «Aimer Déjà»                     | Lara Fabian, Rick Allison                                              | 04:07        |
| 3.  | «S’en Aller»                     | Lara Fabian, Rick Allison                                              | 04:45        |
| 4.  | «Silence»                        | Lara Fabian, Rick Allison                                              | 03:48        |
| 5.  | «Parce Que Tu Pars»              | Lara Fabian, Rick Allison                                              | 04:28        |
| 6.  | «Je Suis Mon Cœur»               | Christine Lidon, Daniel Lavoie                                         | 05:46        |
| 7.  | «Tango»                          | Lara Fabian, Rick Allison                                              | 04:00        |
| 8.  | «Imagine»                        | Lara Fabian, Rick Allison                                              | 04:02        |
| 9.  | «Tu Es Mon Autre» (with Maurane) | Lara Fabian, Rick Allison                                              | 03:42        |
| 10. | «Rio»                            | Lara Fabian, Vincenzo Thoma, Rick Allison                              | 03:34        |
| 11. | «Bambina»                        | Lara Fabian, Jane Clewer                                               | 04:23        |
| 12. | «Immortelle»                     | Lara Fabian, Rick Allison                                              | 05:18        |
| 13. | «Le roi Est Une Femme»           | Didier Golemanas, Daniel Seff                                          | 05:15        |
| 14. | «Piano Nocture»                  | Rick Allison, Daniel Lavoie, Daniel Seff, Jane Clewer, Matt Herskowitz | 16:51        |

## Позиции в чартах
| Чарт (2001)                     | Высшая позиция |
| ------------------------------- | -------------- |
| Бельгия/Валлония (Ultratop)     | 1              |
| Франция (SNEP)                  | 2              |
| Швейцария (Schweizer Hitparade) | 10             |

## Сертификации
| Регион | Сертификация  | Продажи  |
| --- | ------------- | -------- |
| Бельгия (BEA) | Золотой       | 25 000*  |
| Франция (SNEP) | 2× Платиновый | 600 000* |
| Швейцария (IFPI Switzerland)                                                                                             | Золотой       | 20 000^  |
| * Данные о продажах приведены только на основе сертификации. ^ Данные о тиражах приведены только на основе сертификации. |               |          |